# Albert Calor
Albert Tienfo Calor (Paramaribo, 16 oktober 1889 – Paramaribo, 13 september 1948) was een Surinaams docent en politicus.
Hij was docent bij de Hendrikschool voor hij daar in 1930, eerst tijdelijk, directeur werd. In 1938 werd Calor tevens lid van de Staten van Suriname en in 1942 werd hij herkozen. Nadat in 1943 het Statenlid Wim Bos Verschuur geïnterneerd werd was Calor, die toen in het buitenland was, het enige gekozen Statenlid dat niet zijn zetel opgaf. Na een tussentijdse verkiezing keerden ze allemaal terug. Calor kreeg in 1946 onvoldoende stemmen om parlementslid te kunnen blijven. Later dat jaar eindigde zijn directeurschap en twee jaar daarna overleed hij op 58-jarige leeftijd.
Zijn zoon Chris Calor was ook actief in de politiek en is Statenlid en minister geweest.